# Yevgeny Onegin (filme)
Yevgeny Onegin é um filme de drama russo de 1911 dirigido por Vasily Goncharov.

## Enredo
O filme é baseado no poema Eugene Onegin, de 1825-1832, de Alexander Pushkin.

## Elenco
- Lyubov Varyagina...	Tatyana
- Aleksandra Goncharova...	Olga
- Pyotr Chardynin...	Onegin
- Aleksandr Gromov...	Lensky
- Arsenii Bibikov